# ولفارت هاينريش
ولفارت هاينريش (3 أكتوبر 1941 - 23 يناير 2014) عالم ألماني مختص في اللغة العربية. كان أستاذ جيمس ريتشارد جيويت للغة العربية بجامعة هارفارد، ومحررًا مشاركًا للطبعة الثانية من دائرة المعارف الإسلامية. قام بتدريس اللغة العربية الكلاسيكية وآدابها ، ولا سيما نظرية الأدب العربي والنقد.

## سيرته
ولد ولفارت هاينريش في كولونيا لعائلة أكاديمية: والده ماتياس هاينريش كان أستاذًا للدراسات الجرمانية القديمة في جامعة غيسن وجامعة برلين الحرة. ووالدته آن هاينريش أستاذة اللغة الإسكندنافية القديمة، وأصبحت أستاذة في الجامعة الحرة في عامها الثمانين.
درس الدراسات الإسلامية في جامعة كولونيا. ثم في مدرسة الدراسات الشرقية والأفريقية في لندن، كما واصل الدراسة في جامعتي فرانكفورت وغيسن. وحصل على درجة الدكتوراه عام 1967 عن أطروحة حول رؤية حازم القرطاجاني للشعر الأرسطي، وقضى عامًا في المعهد الألماني للأبحاث الشرقية في بيروت.
درس هاينريش في غيسن من عام 1968 إلى عام 1977، ثم التحق بجامعة هارفارد كمحاضر زائر. في عام 1980 تزوج من ألما جيزه وهي باحثة مستقلة ومترجمة من العربية. وفي عام 1989 أصبح محررًا مشاركًا للطبعة الجديدة من دائرة المعارف الإسلامية، والتي كتب عنها أيضًا خمسين مقالة. وفي عام 1996 خلف محسن مهدي كأستاذ جيمس ريتشارد جيويت للغة العربية في جامعة هارفارد.